# Ralph Kent-Cooke
Ralph Kent-Cooke (ur. 29 kwietnia 1937, zm. 11 września 1995) – amerykański kierowca wyścigowy.

## Kariera
Kent-Cooke rozpoczął karierę w międzynarodowych wyścigach samochodowych w 1980 roku od startów w klasie GTX World Sportscar Championship oraz w World Challenge for Endurance Drivers. Nie zdobywał jednak punktów. W późniejszych latach Amerykanin pojawiał się także w stawce World Championship for Drivers and Makes, 24-godzinnego wyścigu Le Mans, IMSA Camel GT Championship oraz FIA World Endurance Championship.